# Église Saint-Pierre-et-Saint-Paul de Chamilly
L'église Saint-Pierre-et-Saint-Paul de Chamilly est une église située sur le territoire de la commune de Chamilly dans le département français de Saône-et-Loire et la région Bourgogne-Franche-Comté.

## Protection
Elle fait l'objet d'une inscription au titre des monuments historiques depuis un arrêté du 16 mai 1972.

## Description
Bâtie au XIIe siècle, l'église est orientée ouest-est. Au commencement, la nef ne comportait pas de voûte : les arcs furent construits en plâtre au XVIIe ou au XVIIIe siècle, après surélévation des murs.
La nef est séparée de l'abside en cul-de-four par le rétrécissement dû à l'épaisseur des piliers soutenant le clocher. Des passages entre ces piliers donnent l’accès, au nord, à la chapelle seigneuriale et, au sud, aux fonts baptismaux.
À l'intérieur de l'édifice, plusieurs dalles funéraires rappellent la famille noble de Chamilly.
Le clocher, de plan carré, est éclairé par deux baies géminées en plein cintre ; il se termine par une élégante ogive en pierre.

## Mobilier
Les trois autels sont surmontés de retables baroques encadrant des peintures.

## Culte
Édifice consacré du diocèse d'Autun relevant de la paroisse Saint-Martin-des-Trois-Croix – qui en est affectataire au titre de la loi de 1905 –, l'église de Chamilly est, plusieurs siècles après sa construction, un lieu de culte catholique. 